# سیاه کلان
سیاه‌کلان روستایی از توابع بخش مرکزی شهرستان کرج در استان البرز ایران است که تا رجایی شهر حدود 3 کیلومتر فاصله دارد. مرزهای این روستا از شمال به کوه‌های دوبرار و از شرق بیجی کوه و از غرب به روستای آتشگاه و از جنوب به بلوار موذن رجایی شهر منتهی می‌شود.

## جمعیت
این روستا در دهستان کمال آباد قرار دارد و براساس سرشماری مرکز آمار ایران در سال ۱۳۸۵، جمعیت آن ۷۱۲ نفر (۲۰۴خانوار) بوده‌است.

## زبان گفتاری
پهلوی اشکانی زبان گفتاری مردم روستای سیاه کلان است.